# 大手町フィナンシャルシティグランキューブ
大手町フィナンシャルシティグランキューブ（英語: Otemachi Financial City Grand Cube）は、東京都千代田区大手町1丁目9にある超高層ビル。オフィス棟と宿泊棟（星のや東京）の2棟により構成される。

## 概要
日本政策投資銀行、公庫ビル、新公庫ビルが立地した街区を、大手町連鎖型都市再生プロジェクトの一環（第3次）である「大手町一丁目第3地区第一種市街地再開発事業」によって、都市再生特別地区の適用を受け、隣接する宿泊施設である星のや東京と一体で整備された。
ビル3階に成長企業のビジネス拡大をサポートする小割オフィス50区画、イベントスペース、共用会議室等を有するビジネス支援施設「グローバルビジネスハブ東京」を設けたほか、入居企業のBCPを支えるべく、電力と水の自立型システムを構築し、災害時における電力と上下水道機能を確保している。また約700台収容の全自動機械式駐輪場等も整備した。
2017年度グッドデザイン賞受賞。
江戸時代、当ビル敷地には出羽庄内藩酒井家の上屋敷が所在した。

## 沿革
- 2014年4月1日 - 着工。
- 2016年
  - 4月1日 - グランキューブ竣工。
  - 7月20日 - 星のや東京が開業。

## テナント
- 三菱地所レジデンス本社
- 三菱地所リアルエステートサービス本社
- ソニーフィナンシャルグループ本社
- ソニー生命保険本社
- 三菱UFJモルガン・スタンレー証券本社
- 野村総合研究所（NRI）本社
- 協和キリン本社
- 協和キリンプラス大手町営業所
- 協和発酵バイオ本社
- ストライク本社
- DBJ証券
- DBJアセットマネジメント
- DBJリアルエステート
- 日本経済研究所
- 四国電力東京支社
- あずさ監査法人

## 星のや東京

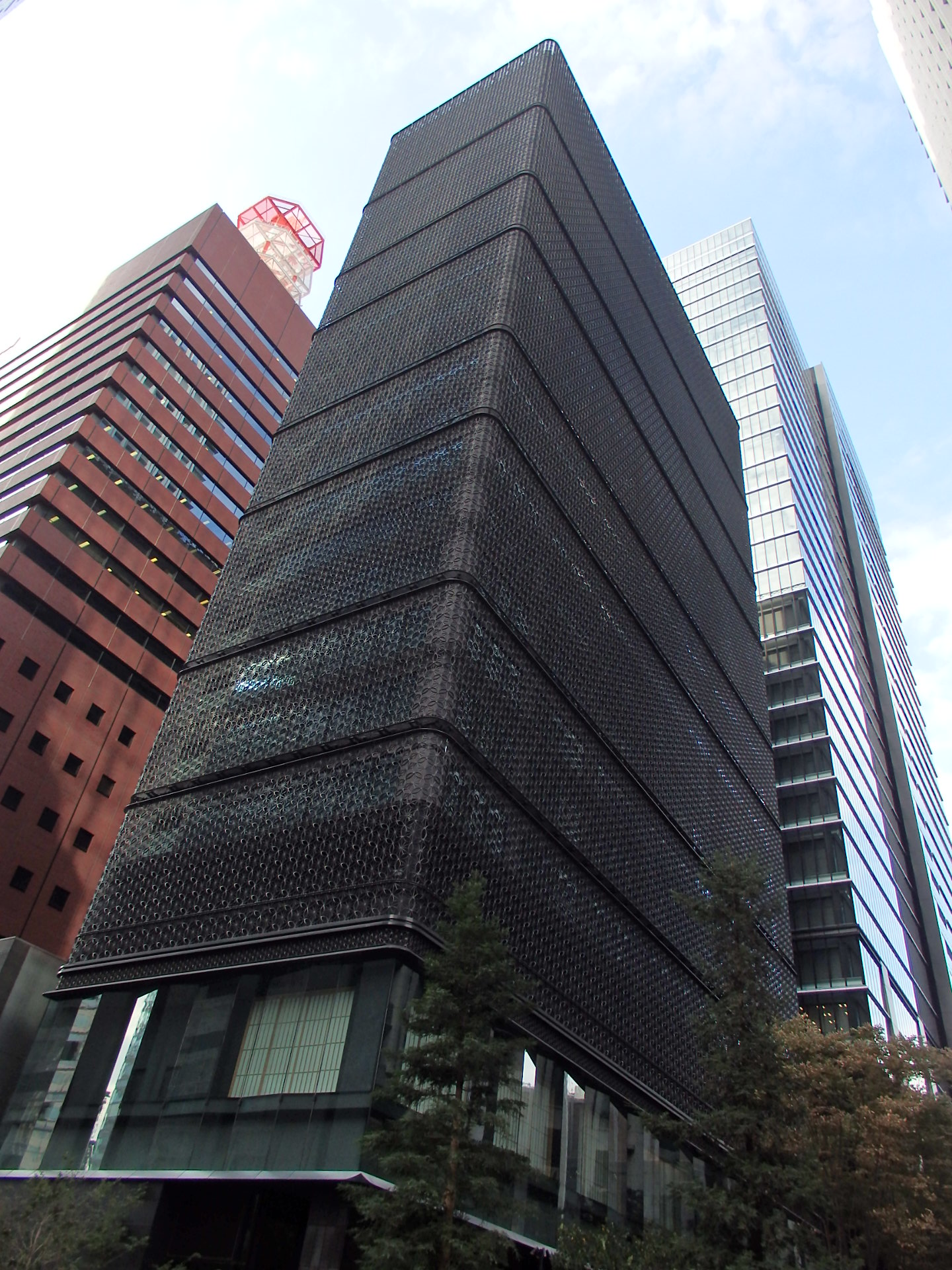
星のや東京

新公庫ビルの跡地に建設され、塔の日本旅館というコンセプトで開業。2014年に湧出した大手町温泉は最上階の露天風呂で入浴が可能である。